# فرودگاه بین‌المللی سمس
فرودگاه بین‌المللی سمس (به انگلیسی: Samos International Airport) (به زبان بومی: Κρατικός Αερολιμένας Σάμου «Αρίσταρχος ο Σάμιος») یک فرودگاه با کد یاتا SMI است که یک باند فرود آسفالت دارد و طول باند آن ۲۱۰۰ متر است. این فرودگاه در شهر جزیره ساموس، یونان کشور یونان قرار دارد و در ارتفاع ۶ متری از سطح دریا واقع شده‌است.

## شرکت‌های هواپیمایی و مقصدهای پروازی
| شرکت‌های هواپیمایی                          | مقصدهای پروازی                                                                               |
| ------------------------------------------ | -------------------------------------------------------------------------------------------- |
| آدریا ایرویز                               | چارتر فصلی: لیوبلیانا                                                                        |
| ایجین ایرلاینز                             | فصلی: شارل دوگل پاریس                                                                        |
| آلبااستار                                  | چارتر فصلی: میلانو مالپنسا                                                                   |
| آسترا ایرلاینز                             | آتن، سالونیک                                                                                 |
| آسترین ایرلاینز                            | فصلی: وین                                                                                    |
| ایر صربیا اجرا توسط ایر صربیا              | چارتر فصلی: بلگراد نیکولا تسلا                                                               |
| کوندور فلوگدینست                           | فصلی: دوسلدورف (آغاز از ۲۲ مه ۲۰۱۸) فرانکفورت, مونیخ                                         |
| Danish Air Transport                       | چارتر فصلی: بیلاند، کپنهاگ                                                                   |
| یورو وینگز                                 | فصلی: وین                                                                                    |
| جرمنیا                                     | فصلی: دوسلدورف، گاتویک، نورنبرگ                                                              |
| جت تایم                                    | چارتر فصلی: بیلاند، کپنهاگ، اوربرو، واژو-اسمالند                                             |
| نیکی لوفت‌فارت                              | فصلی: دوسلدورف، زوریخ                                                                        |
| نروجین ایر شاتل                            | چارتر فصلی:فلسلند برگن                                                                       |
| المپیک ایر                                 | آتن، سالونیک                                                                                 |
| هواپیمایی اسکاندیناوی                      | چارتر فصلی: گوتنبرگ-لاندوتر، گاردرموئن اسلو، سولا استاوانگر، استکهلم-آرلاندا، ورنس تروندهایم |
| اسکای اکسپرس                               | ملی جزیره کایاس، رود، سالونیک                                                                |
| اسمارت‌وینگز اجرا توسط تراول سرویس ایرلاینز | فصلی: پراگ رازیون                                                                            |
| تی‌یوآی ایرویز                              | چارتر فصلی: گاتویک                                                                           |
| ترانساویا.کام                              | فصلی: اسخیپول آمستردام                                                                       |
| تراول سرویس لهستان                         | چارتر فصلی:کاتوویتس، شوپن ورشو                                                               |
| تی‌یوآی ایرویز بلژیک                        | فصلی: بروکسل                                                                                 |
| تی‌یوآی ایرلاینز نیدرلندز                   | چارتر فصلی: اسخیپول آمستردام                                                                 |
| تی‌یوآی‌فلای نوردیک                          | چارتر فصلی: گوتنبرگ-لاندوتر، هلسینکی، گاردرموئن اسلو، استکهلم-آرلاندا                        |
| توس ایرویز                                 | فصلی: لارناکا                                                                                |
| ولوتی                                      | فصلی: ونیز مارکو پولو                                                                        |